# Épagny (Côte-d’Or)
Epagny – miejscowość i gmina we Francji, w regionie Burgundia-Franche-Comté, w departamencie Côte-d’Or.
Według danych na rok 1990 gminę zamieszkiwało 217 osób, a gęstość zaludnienia wynosiła 18 osób/km² (wśród 2044 gmin Burgundii Epagny plasuje się na 695. miejscu pod względem liczby ludności, natomiast pod względem powierzchni na miejscu 798.).